# Iker Moreno
Iker Moreno Diez de Bonilla (ur. 14 września 2003 w Celayi) – meksykański piłkarz występujący na pozycji prawego obrońcy, od 2025 roku zawodnik kanadyjskiego Atlético Ottawa.